# Giải vô địch bóng đá trẻ châu Á 1980
Giải vô địch bóng đá trẻ châu Á 1980 diễn ra tại Băng Cốc, Thái Lan.  Hàn Quốc vô địch giải đấu lần thứ 5 trong lịch sử.

## Vòng loại
Vòng chung kết có 5 đội vượt qua vòng loại. Hai đội đứng đầu Bảng 1 và ba đội đứng đầu Bảng 2 tham dự giải đấu.

### Các đội vượt qua vòng loại
- Qatar (Nhất Bảng 1)
- Hàn Quốc (Nhất Bảng 2)
- Bangladesh (Nhì Bảng 1)
- Nhật Bản (Nhì Bảng 2)
- Thái Lan (Đứng thứ ba Bảng 2) (chủ nhà)

## Vòng chung kết
| Đội        | ST | T | H | B | BT | BB | HS | Đ |
| ---------- | -- | - | - | - | -- | -- | -- | - |
| Hàn Quốc   | 4  | 3 | 1 | 0 | 9  | 3  | +6 | 7 |
| Qatar      | 4  | 2 | 1 | 1 | 4  | 4  | 0  | 5 |
| Nhật Bản   | 4  | 2 | 0 | 2 | 4  | 5  | −1 | 4 |
| Thái Lan   | 4  | 1 | 0 | 3 | 6  | 5  | +1 | 2 |
| Bangladesh | 4  | 0 | 2 | 2 | 1  | 7  | −6 | 2 |

| Thái Lan | 5 – 0 | Bangladesh |
| -------- | ----- | ---------- |
|          |       |            |

| Qatar | 1 – 4 | Hàn Quốc |
| ----- | ----- | -------- |
|       |       |          |

| Thái Lan | 0 – 2 | Qatar |
| -------- | ----- | ----- |
|          |       |       |

| Hàn Quốc | 3 – 1 | Nhật Bản |
| -------- | ----- | -------- |
|          |       |          |

| Bangladesh | 0 – 0 | Qatar |
| ---------- | ----- | ----- |
|            |       |       |

| Thái Lan | 1 – 2 | Nhật Bản |
| -------- | ----- | -------- |
|          |       |          |

| Nhật Bản | 0 – 1 | Qatar |
| -------- | ----- | ----- |
|          |       |       |

| Hàn Quốc | 1 – 1 | Bangladesh |
| -------- | ----- | ---------- |
|          |       |            |

| Thái Lan | 0 – 1 | Hàn Quốc |
| -------- | ----- | -------- |
|          |       |          |

| Nhật Bản | 1 – 0 | Bangladesh |
| -------- | ----- | ---------- |
|          |       |            |

## Vô địch
| Giải vô địch bóng đá trẻ châu Á 1980 |
| ------------------------------------ |
| · Hàn Quốc · Lần thứ 5               |

## Tham dự Giải vô địch bóng đá trẻ thế giới
Các đội sau đây tham dự Giải vô địch bóng đá trẻ thế giới 1981.
- Hàn Quốc
- Qatar